# Coquihalla Summit
Der Coquihalla Summit ist ein Autobahngipfel entlang dem Coquihalla Highway in British Columbia, Kanada. Er ist mit einer Höhe von 1244 Metern der höchste Punkt des Highways auf der Strecke zwischen Hope und Merritt. Er befindet sich südlich der ehemaligen Mautstelle am Coquihalla Highway, etwa 50 Kilometer nördlich von Hope und 65 Kilometer südlich von Merritt und ist die Scheide Coquihalla River dem Coldwater River.
Der Aufstieg zum Coquihalla Summit ist sehr steil, vor allem von Süden her, und besonders steil ist er nördlich der Great-Bear-Lawinenverbauung. Der Pass ist nach dem Coquihalla River benannt, von dem auch der Highway seinen Namen hat. Die Coquihalla Summit Recreation Area befindet sich auf der Passhöhe am Coquihalla Highway, etwa 45 Kilometer nördlich von Hope.

## Geschichte
Kw'ikw'iya:la (Coquihalla) ist ein Ortsname in der Halq'emeylem-Sprache der Stó:lō und bedeutet „geiziger Behälter“. Er bezieht sich auf einen Fischerfelsen in der Nähe der Mündung des heutigen Coquihalla River. Dieser Felsen ist eine gute Plattform für das Aufspießen von Lachsen. Der mündlichen Überlieferung der Sto;lo zufolge schwammen die skw'exweq (Wasserkinder oder Najaden, Unterwassermenschen), die einen Tümpel in der Nähe des Felsens bewohnen, heraus und zogen die Lachse von den Speeren, so dass nur bestimmte Fischer die Lachse fangen konnten.
Das Coquihalla Valley war lange Zeit ein wichtiger Transportweg von der Küste ins Landesinnere. Im Jahr 1876 wurde der Hope-Nicola Trail gebaut. In dem Gebiet sind noch einige Überreste der Kettle Valley Railway erhalten, die von Anfang 1900 bis 1961 auf dieser Strecke verkehrte. Die moderne Nutzung des Passes begann 1986 nach dem Bau des ersten Abschnitts des Coquihalla Highway (von Hope nach Merritt). Der Bau dieses Teils des Coquihalla Highways wurde von Tom Waterland als MLA für Yale-Lillooet vorangetrieben. Seine „Überzeugung, dass die Strecke wichtige Vorteile und eine unverzichtbare Verbindung ins Landesinnere von B.C. bietet… trug dazu bei, widerstrebende Kabinettsmitglieder von der Notwendigkeit der dritten Strecke ins Landesinnere zu überzeugen“. Nach zehn Jahren im Amt schied Waterland 1986 aus dem Kabinett aus – nur wenige Monate, nachdem er diesen Teil des Projekts bis zur Fertigstellung begleitet hatte. Ein Teil der alten Bahntrasse ist heute Teil des Trans-Canada-Trail-Netzes, darunter die Othello-Tunnel des Coquihalla-River-Abschnitts, die über Abfahrten vom Coquihalla Highway zugänglich sind. Eine Reihe von Schutzgebieten wurde 1986 entlang der Strecke eingerichtet.
Nach neun Tagen Schneefall im Februar 2014 löste sich am 20. Februar 2014 auf dem Coquihalla Highway 33 Kilometer nördlich von Hope eine Lawine der Klasse 4. Von Hubschraubern abgeworfener Sprengstoff und drei Tage Arbeit waren nötig, um sie zu räumen.